# Golfo di Santa Giulia
Il golfo di Santa Giulia (in corso golfu di Santa Ghjulia) è un golfo del mar Tirreno situato lungo la costa sudorientale della Corsica.

## Descrizione
Il golfo di Santa Giulia si apre sulla costa tirrenica meridionale della Corsica, a sud di Porto Vecchio. Compreso tra la Punta di i Scogli Rossi a nord e la Punta di Ghiuncajola a sud, tutto il litorale che bagna ricade nel comune di Porto Vecchio.